# Кухарчик, Кшиштоф
Кшиштоф Кухарчик (пол. Krzysztof Kucharczyk, родился 7 мая 1957 года во Вроцлаве) — польский стрелок, участник четырёх летних Олимпийских игр с 1988 по 2000 годы; чемпион мира 1994 года в личном и командном первенстве по стрельбе из скорострельного пистолета с дистанции 25 м.

## Биография
Родился 7 мая 1957 года во Вроцлаве. Родители — Эугениуш Кухарчик и Каролина Копак. Окончил механический техникум № 1 в 1972 году и Вроцлавскую политехнику в 1989 году по специальности «инженер-механик». На соревнованиях по стрельбе представлял вроцлавский спортивный клуб «Шлёнск» (1972—2001), тренеры — Казимеж Курзавский (первый тренер), Мечислав Кубяк (клуб) и Влодзимеж Скленарский (сборная). 11-кратный чемпион Польши, выиграл последний титул в 2001 году.
Карьеру в сборной Кухарчик начал в 1975 году: он стал дважды серебряным призёром чемпионатов Европы среди юниоров в Софии в 1975 году и в Скопье в 1976 году (командное первенство по стрельбе из скорострельного пистолета с 25 м). Бронзовый призёр чемпионата Европы 1977 года в Риме в командном первенстве в той же дисциплине. С 1980-е годы Кухарчик стал входить в число лучших стрелков Европы и мира: в 1987 году он завоевал на чемпионате Европы в Лахти серебряную медаль в личном первенстве и бронзовую в командном, в 1989 году — серебряную на чемпионате Европы в Загребе в командном. Вершиной его карьеры на чемпионатах мира и Европы стали золотая медаль чемпионата Европы 1991 года в Болонье в командном первенстве, две золотые медали чемпионата мира в Милане в командном и личном первенствах. Помимо этого, Кухарчик отметился тем, что на Кубках мира завоевал 14 разных медалей, в том числе пять золотых медалей (победитель этапов в Зюле в 1989 и 1992 годах, в Лос-Анджелесе в 1991 году, в Милане в 1995 году и в Мюнхене в 1999 году). Семь раз он завоёвывал медали в финалах Кубка мира по стрельбе (три раза серебряные и четыре раза бронзовые).
Сам Кухарчик принял участие в четырёх Олимпийских играх: в 1988 году на своих дебютных соревнованиях в Сеуле он занял 11-е место в квалификации с 591 очком в активе, поделив его с китайцем Мэн Ганом, и не вышел в финал. В 1992 году Кухарчик уже преодолел квалификацию и полуфинал, выйдя в финал в составе четырёх лучших, но в финальном раунде остался без медали и занял только 4-е место, набрав 880 очков по сумме всех трёх этапов, что считается его лучшим достижением. В 1996 году в турнире в Атланте он прошёл квалификацию и вышел в финал, где набрал 690,5 очков, снова не добравшись до медалей и заняв 4-е место в финальном этапе. На своей четвёртой и последней Олимпиаде в Сиднее Кшиштоф прошёл квалификацию только с 8-го места, а в финальном этапе финишировал на 6-м месте с результатом 682,2 очка.
Трижды кавалер серебряной медали «За выдающиеся спортивные достижения», кавалер бронзового Креста Заслуги.